# Tratado de Londres (1839)
El Tratado de Londres de 1839, llamado también la Convención de 1839, se firmó el 19 de abril de 1839 y en él las potencias europeas (el Reino Unido, Austria, Francia, Prusia, Rusia y los Países Bajos) reconocieron oficialmente la Independencia de Bélgica, que se estableció tras nueve años de combates intermitentes, período conocido como la Revolución belga— y su neutralidad. Por insistencia del Reino Unido, su artículo VII requería que Bélgica permaneciese perpetuamente neutral y, consecuentemente, obligaba a las partes signatarias a resguardar dicha neutralidad en caso de invasión.
Desde 1815 Bélgica había sido parte del Reino Unido de los Países Bajos. A partir de la firma del tratado, las provincias del sur se constituyeron en el Reino de Bélgica, mientras que la provincia católica de Limburgo se dividió en una parte belga y otra neerlandesa. Lo mismo sucedió con el Gran Ducado de Luxemburgo, repartido entre Bélgica y el actual Luxemburgo, que permaneció hasta 1890 en unión personal con los Países Bajos durante el reinado de Guillermo III de los Países Bajos. Las tropas belgas que controlaban la totalidad del territorio de esas provincias salvo Maastricht y la ciudad de Luxemburgo, tuvieron que abandonar la zona.
El Flandes zelandés (Zeeuws-Vlaanderen), que los belgas fueron incapaces de tomar, quedó unido definitivamente a la provincia neerlandesa de Zelanda porque los neerlandeses no querían compartir el control del estuario del Escalda. A cambio tuvieron que garantizar la libre navegación del Escalda hasta el puerto de Amberes.
El tratado también le garantizaba a Bélgica el derecho de tránsito por ferrocarril o canal a través de territorio neerlandés, como salida al Ruhr alemán. Este derecho fue reafirmado por la Corte Permanente de Arbitraje de La Haya el 24 de mayo de 2005 en una disputa entre Bélgica y los Países Bajos sobre la línea férrea del Ijzeren Rijn (Rin de Hierro).
Cuando los alemanes violaron el tratado al invadir Bélgica en agosto de 1914, el Reino Unido le declaró la guerra (el 4 de agosto). Cuando el embajador británico le informó los motivos, el canciller alemán Theobald von Bethmann-Hollweg exclamó, al parecer, que no podía creer que fueran a la guerra por un trozo de papel.